# Localités au Kenya
Le statut légal des localités au Kenya, qui fut organisé par l'article 184 de la Constitution de 2010, est régi par la loi de 2011 sur les aires urbaines et les cités (Urban Areas and Cities Act). Celles-ci sont classées en cité (City), municipalité (Municipality) et ville (Town). Ces deux derniers statuts forment les aires urbaines (Urban Areas).
Les localités (Locations) dont le statut n'est pas régi par cette loi dépendent administrativement d'une entité reconnue par la loi. Ces Locations, au nombre de 116, sont elles-mêmes divisées en lieu-dit (Sub-locations) qui est la plus petite entité territoriale au Kenya.

## Cités
Pour avoir le statut de City, la localité doit répondre à plusieurs critères dont un est le nombre d'habitants qui est fixé à minimum 500 000. Trois localités répondent à ces critères :
- Nairobi (comté de Nairobi),
- Mombasa (comté de Mombasa),
- Kisumu (comté de Kisumu).

### Cas particuliers
Deux cas particuliers :
- Nairobi est aussi reconnue comme capitale (Capital City) par les articles 2 et 6.1 et comme cité-comté (City County) par les articles 2 et 27,
- Mombasa est aussi reconnue comme cité-comté par les articles 2 et 27.

## Aires urbaines

### Municipalités
Pour avoir le statut de Municipalty, la localité doit répondre à plusieurs critères dont un est le nombre d'habitants qui est fixé à minimum 250 000. 41 localités répondent à ces critères.

### Villes
Pour avoir le statut de Town, la localité doit répondre à plusieurs critères dont un est le nombre d'habitants qui est fixé à minimum 10 000. 55 localités répondent à ces critères.